# Руксандра Чесеряну
Руксандра Чесеряну (на румънски: Ruxandra Cesereanu) е румънска журналистка публицистка, изкуствоведка, литературна критичка, преводачка, поетеса и писателка (авторка на произведения в жанровете лирика, драма и документалистика).

## Биография и творчество
Чесеряну е роденана 17 август 1963 г. в Клуж, Румъния.  Тя е дъщеря на домицианския писател Теодозиу Чесеряну и съпругата му Аврора.
Следва филология във Факултета по литература на университета „Бабеша-Бойяи“ в Клуж-Напока, който завършва през 1985 г. По време на следването си е редактор в списание „Echinox“.
След дипломирането си работи като учител по румънски език и литература в учебни заведения в Несауд, Бистрица и Авриг. Работи като редактор в секция за филмово разпространение в Трансилвания (1989) и на филмовото списание „Ecran“ (1990).
От 1991 г. става редактор в списание „Steaua“ в Клуж-Напока, от 2011 г. заместник главен редактор, а от 2015 г. главен редактор на списанието. Защитава докторска степен през 1997 г. с дисертацията „Gulagul în conştiinţa românească“. За кратко през 1998 г. работи като журналист за „Ziarul de Cluj“.
В продължение на 4 години е преподавател в катедра „Журналистика“ във Факултета по политически науки на университета, след което е професор в катедрата по сравнителна литература на Факултета по литература на университета в Клуж-Напока. Изследва по темата за концентрационните лагери и ГУЛАГ.
Чесеряну е член на Съюза на румънските писатели от 1994 г. и на Румънския ПЕН клуб от 2001 г. Тя също е член на Центъра за изследвания на литературата на университета и на Културната фондация „Ехинокс“.
Първата ѝ книга, стихосбирката „Жива зона“ (Zona vie), е издадена през 1993 г.
Творчеството ѝ се отличава от румънските поети, като показва силно влияние от сюрреалистичните и постмодернистки традиции. Нейната експериментална поезия използва психоаналитични техники за създаване на колажи, в които женствеността и еротиката играят голяма роля.
През 2010 г. е издаден романът ѝ „Ангелус“. Той представя сатиричен портрет на съвременна Румъния през призмата на дистопията, като чрез фантастичен сюжет застъпва темата, че промяната на статуквото е обречен на неуспех, когато участниците промяната стремят единствено към собственото си облагодетелстване, а хората само стават жертви на политическия театър и предлагани безумни фикс идеи.
Руксандра Чесеряну живее със семейството си в Клуж-Напока.

## Произведения

### Поезия
- Zona vie (1993)
- Grădina deliciilor (1993)
- Cădere deasupra oraşului (1994)
- Oceanul Schizoidian (1998)
- Deliruri şi delire. O antologie a poeziei onirice româneşti (2000)
- Veneţia cu vene violete. Scrisorile unei curtezane (2002)
- Femeia-cruciat (1999)
- Kore-Persefona (2004)
- Oceanul Schizoidian (2006)
- Submarinul iertat (2007) – поема-роман, с Андрей Кодреску
- Coma (2008)
- Ţinutul Celălalt (2011) – поема-роман
- California (pe Someş) ( 2014)
- Scrisoare către un prieten şi înapoi către ţară (2018)

### Самостоятелни романи
- Călătorie prin oglinzi (1989) – мини-роман
- Tricephalos (2002)
- Angelus (2010)
Ангелус, изд.: ИК „Персей“, София (2017), прев. Христо Боев
- Un singur cer deasupra lor (2013)

### Други
- Purgatoriile (1997)
- Nebulon (2005)
- Naşterea dorinţelor lichide (2007)

### Документалистика
- Călătorie spre centrul infernului. Gulagul în conştiinţa românească (1998) – есе
- Panopticum. Tortura politică în secolul XX (2001) – есе
- Imaginarul violent al românilor (2003) – есе
- Decembrie 89. Deconstrucţia unei revoluţii (2004) – есе
- Gulagul în conştiinţa românească (2005) – есе
- Năravuri româneşti (2006) – публицистика
- Gourmet (2009) – есе
- Biblioteca stranie (2010) – есе
- Fugarii. Evadări din închisori şi lagăre în secolul XX (2016) – есе
- Călătorie spre centrul infernului. Literatura şi memorialistica închisorilor şi lagărelor comuniste, (2018) – есе